# William Holmes (universitaire)
William Holmes DD (5 avril 1689 - 4 avril 1748) est un universitaire anglais, vice-chancelier , et professeur Regius d'histoire moderne de l'université d'Oxford . Il est également doyen d'Exeter entre 1742 et 1748 .

## Biographie
Holmes est né le 5 avril 1689 dans la paroisse de St Swithin, dans la Cité de Londres, fils de Thomas et Margaret Holmes de Londres, en Angleterre. Il commence ses études à la Merchant Taylors' School de Londres le 12 septembre 1701 et monte au St John's College d'Oxford le 11 juin 1707, obtenant son diplôme le 2 juillet. En 1710, il devient fellow et obtient un baccalauréat ès arts le 16 mai 1711, et obtient la maîtrise ès arts le 9 avril 1715.
En 1721, Holmes est nommé surveillant de l'Université. Il obtient le baccalauréat en théologie le 13 avril 1722 et le doctorat en théologie le 5 mars 1725. Holmes occupe deux prébendes universitaires ; entre 1725 et 1726 celle de North Leigh, près d'Oxford, et de Henbury, Gloucestershire de 1726 à 1728. Il est élu président du St John's College le 3 juin 1728 . Holmes devient recteur de Boxwell, Gloucestershire, le 24 septembre et reçoit un poste lié au collège à Hanborough, à quelques kilomètres au nord de Long Hanborough, Oxfordshire, et entre 1731 et 1737, il est surveillant du clergé du diocèse d'Oxford.
Holmes est vice-chancelier de l'université d'Oxford entre 1732 et 1735 , et dans ce poste, est sollicité par John Wesley au sujet des préoccupations des critiques du Holy Club. En 1734, il devient Chapelain du Roi. Dans son rôle de vice-chancelier, Holmes présente des discours de l'université sur le mariage d'Anne, princesse royale, avec Guillaume IV d'Orange-Nassau, prince d'Orange, le prince ayant été sous la garde de Holmes à Oxford.
En 1736, Holmes est nommé professeur d'histoire moderne d'Oxford Regius, poste qu'il occupe jusqu'en 1742. Alors qu'il est président de St John's, Holmes fait imprimer la dernière lettre de Sir Thomas White, le fondateur de l'université, pour la donner à chaque étudiant à son entrée à l'université, exhortant les boursiers à se rencontrer pacifiquement.
Holmes est ridiculisé comme « servant le temps» dans une imitation de la première satire de Juvénal, imprimée à Londres en 1740, et dans une lettre prétendant être écrite d'Oxford, publiée dans British Champions, ou The Impartial Advertizer le 10 janvier 1743, qui imprime « cet ornement de savoir et de politesse H—es » est un exemple de ceux qui « naviguent judicieusement entre tous les extrêmes ». Holmes est le premier président de St John's à être fidèle à la maison de Hanovre.
Holmes est favorable à un apprentissage solide et rencontre Thomas Hearne, qui souhaite que l'université planifie l'impression des manuscrits d'Oxford. Le 9 juillet 1733, agissant en tant que vice-chancelier, il relance la cérémonie de « l'acte », qui a été interrompue, et invite Georg Friedrich Haendel à jouer avant et après la cérémonie. Cependant, il permet à Haendel de se produire à l'intérieur du Sheldonian Theatre à plusieurs reprises en dehors des cérémonies universitaires et de facturer 5 shillings pour l'admission, offense Hearne et d'autres traditionalistes. Hearne déclare que « Haendel et (son équipage moche) un grand nombre de violoneux étrangers » . À un autre moment, Holmes refuse à une compagnie de joueurs de visiter Oxford.
Il est, de 1728 à 1748, président du St John's College d'Oxford . Il est nommé par George II au doyenné de la cathédrale d'Exeter le 4 juin 1742. Holmes est enterré dans la chapelle du collège et, sur instruction de sa femme, Sarah, un monument lui est érigé dans la chapelle du collège. À sa mort, le 4 avril 1748, Holmes laisse un domaine de deux fermes et 200 £ par an au St John's College.
Un seul ouvrage est attribué à Holmes, The Country Parson's Advice to his Parishioners… of the Younger Sort, qui est une publication anonyme de 1742.